# بيث ريسجراف
بيث جان ريسجراف (بالإنجليزية: Beth Jean Riesgraf)‏ (من موليد 24 أغسطس 1978 في بيلي بلين) هي ممثلة أمريكية.

## روابط خارجية
- بيث ريسجراف على موقع IMDb (الإنجليزية)
- بيث ريسجراف على موقع ميتاكريتيك (الإنجليزية)
- بيث ريسجراف على موقع روتن توميتوز (الإنجليزية)
- بيث ريسجراف على موقع قاعدة بيانات الأفلام العربية
- بيث ريسجراف على موقع ألو سيني (الفرنسية)
- بيث ريسجراف على موقع تيرنر كلاسيك موفيز (الإنجليزية)
- بيث ريسجراف على موقع أول موفي (الإنجليزية)
- بيث ريسجراف على موقع قاعدة بيانات الأفلام السويدية (السويدية)
- بيث ريسجراف على موقع إن إن دي بي (الإنجليزية)
- بيث ريسجراف على موقع قاعدة بيانات الفيلم (الإنجليزية)